# Клен, Эльза
Эльза Клен (швед. Else Kleen; 1882—1968) — шведская художница, журналистка и писательница (подписывалась под псевдонимами Gwen и Fru Hein), также общественный деятель.

## Биография
Родилась 26 февраля 1882 года в Вене в семье врача Эмиля Клена и его жены Греты Грам (1853—1927); была внучкой шведского военного офицера и художника Йохана аф Клена и его жены Анны Беаты аф Клен (1813—1894).
Окончив школу для девочек Brummerska skolan, а также ремесленную школу Констфак, Эльза изучала живопись в художественной школе Рихарда Берга в Стокгольме в 1899—1901 годах и Антонио де ла Гандара в Париже в 1901—1902 годах.
Вернувшись в Швецию, в 1906 году в Стокгольме она стала сотрудницей ежедневной газеты Dagens Nyheter, в 1910 году перешла в газету Stockholms Dagblad и в 1914 году в газету Stockholms-Tidningen (печатный орган социал-демократов), где проработала по 1961 год.
В 1907 году Клен опубликовала книгу «Gwen’s bok för hemmet» с полезными советами о том, как стать хорошей домохозяйкой. Со своей книгой «Kvinnor och kläder» (1910) она предприняла попытку поднять культуру одежды в стране. В 1914 году дебютировала как романистка с произведением «Släktens kvinnor» и романом «Det stora spelet» в следующем году.
Осенью 1916 года — в разгар Первой мировой войны — Эльза Клен сопровождала своего третьего мужа Йорана фон Хорна, который был отправлен дипломатическим курьером в Париж; их маршрут следования проходил через Гётеборг, Ньюкасл и Лондон. По возвращении в Швецию она издала репортажную книгу «Hur där såg ut. Över England till Frankrike 1916», описывающую её впечатления от войны в Англии и Франции.
Перед войной Эльза познакомилась с судебным психиатром Улофом Кинбергом (Olof Kinberg, 1873—1960)) из психиатрической больницы в Лонгбро, и это побудило её уделять внимание социальным вопросам, в частности, системе психиатрической помощи. В 1913 году она написала несколько крупных статей о необходимости консультантов, которые могли бы управлять интересами душевнобольных. Клен была соучредителем Ассоциации психиатрической помощи (Hjälpföreningen för psykisk hälsovård) и членом её правления с 1917 по 1968 год, а также членом правления тюрьмы в Лангхольмене с 1946 по 1968 год. Стала широко известна как социальный реформатор в борьбе за гуманное обращение с душевнобольными и заключенными. В значительной степени реформы шведской пенитенциарной системы в 1942 и 1945 годах, а также изменение уголовного законодательства были вызваны в том числе и деятельностью Эльзы Клен.
Эльзу Клен поддерживали две известные в мире женщины: врач и общественный деятель Ада Нильссон, а также советский посол Швеции Александра Коллонтай, с которой она дружила в течение пятнадцати лет — с 1930 по 1945 год.
Умерла 26 февраля 1968 года в муниципалитете Бромма, Стокгольм, где и была похоронена.

### Личная жизнь
Эльза Клен была четырежды замужем:
- первым её мужем был в 1902—1908 годах архитектор Торбен Грут;
- второй муж — датский издатель Хенрик Коппель[швед.], за которым она была замужем в 1911—1914 годах;
- третий раз в 1916—1922 годах была замужем за дипломатом Йораном Хеннингом фон Хорном (Göran Henning von Horn, 1888—1948)[4];
- четвёртым мужем с 1926 года был политический деятель, социал-демократ Густав Мёллер[швед.].